# Braux (Ardennes)
Pour les articles homonymes, voir Braux.
Braux est une localité de Bogny-sur-Meuse et une ancienne commune française, située dans le département des Ardennes en région Grand Est.
Elle fusionne avec les communes de Château-Regnault et Levrézy, le 1er janvier 1967, pour former la commune de Bogny-sur-Meuse.

## Géographie
La commune avait une superficie de 14,44 km2

## Toponymie
Le nom de Braux vient du terme de langue d'oïl bro, qui désigne un marc (de raisin, de bière), mais aussi les boues, et qui est d’origine gauloise.

## Histoire
Par arrêté préfectoral du 10 novembre 1966, la commune de Braux fusionne le 1er janvier 1967 avec les communes voisines de Château-Regnault-Bogny et Levrézy pour former la commune de Bogny-sur-Meuse. L'ancienne commune devient également le chef-lieu de la nouvelle commune de Bogny-sur-Meuse.

## Administration
| Période                                  | Période      | Identité                            | Étiquette | Qualité                                                           |
| ---------------------------------------- | ------------ | ----------------------------------- | --------- | ----------------------------------------------------------------- |
| Les données manquantes sont à compléter. |              |                                     |           |                                                                   |
|                                          |              |                                     |           |                                                                   |
| 1891                                     | 1906         | Henri Maximilien Melin (1850-1917)  | POSR SFIO | Ouvrier métallurgiste Syndicaliste Coopérateur                    |
| 1906                                     | 1909 (décès) | Léon Delmont                        |           | Forgeron                                                          |
| 1909                                     | 1919         | Séverin Auguste Caniard (1847-1925) | POSR SFIO | Ouvrier ferronnier                                                |
|                                          |              |                                     |           |                                                                   |
| 1936                                     | 1945         | Jules Davis (1874-1948)             | SFIO      | Ouvrier métallurgiste                                             |
| 1945                                     | 1966         | René Léon Hugot (1898-1978)         | SFIO      | Commerçant, représentant Résistant Conseiller général (1949-1967) |

## Démographie
| 1793  | 1800  | 1806  | 1821  | 1831  | 1836  | 1841  | 1846  | 1851  |
| ----- | ----- | ----- | ----- | ----- | ----- | ----- | ----- | ----- |
| 1 015 | 1 059 | 1 057 | 1 271 | 1 299 | 1 498 | 1 522 | 1 657 | 1 703 |

| 1856 | 1861 | 1866  | 1872  | 1876  | 1881  | 1886  | 1891  | 1896  |
| ---- | ---- | ----- | ----- | ----- | ----- | ----- | ----- | ----- |
| lac. | lac. | 2 154 | 2 407 | 2 540 | 2 854 | 2 841 | 2 836 | 2 778 |

| 1901  | 1906  | 1911  | 1921  | 1926  | 1931  | 1936  | 1946  | 1954  |
| ----- | ----- | ----- | ----- | ----- | ----- | ----- | ----- | ----- |
| 3 065 | 3 093 | 3 384 | 2 907 | 3 023 | 3 031 | 2 761 | 2 306 | 2 680 |

| 1962  | - | - | - | - | - | - | - | - |
| ----- | - | - | - | - | - | - | - | - |
| 3 098 | - | - | - | - | - | - | - | - |

Histogramme

(élaboration graphique par Wikipédia)

## Lieux et monuments
- Collégiale Saint-Vivent de Braux.

## Personnalités liées à la commune
- Jean-Baptiste Migeon (1768-1845), homme politique né à Braux, maire de Mézières, député du Haut-Rhin.